# Ларендзакис, Яннулис
Янну́лис Ларендза́кис (греч. Γιαννούλης Λαρεντζάκης; род. 22 сентября 1993, Амарусион) — греческий профессиональный баскетболист, играющий на позиции атакующего защитника.

## Карьера в клубах
Ларендзакис начал заниматься спортом в клубе Амилла Перистериу, из которого он перешел в Эгалео летом 2010 года, в возрасте 17 лет, и участвовал во 2-й Национальной сборной сезона 2009-10, участвуя в 17 матчах за сезон и последующие набрал 48 очков при 4 трехочковых. Продолжил профессиональную карьеру в 18-летнем возрасте в команде «Икарос Халкиды», сыграв в 12 играх сезона 2011—2012 и помог своей команде занять десятое место в мужской лиге и второе — во Всегреческой юношеской лиге. В следующем году он сыграл в 19 играх, набрав 77 очков, и Икарос занял седьмое место в лиге . 
Летом 2013 года подписал контракт с «Арисом Салоники», с которым сыграл в 14 матчах регулярного чемпионата и плей-офф, набирая в среднем 3,0 очка за игру.  Он также дошел до финала Кубка Греции в 2014 году, но потерпел поражение от «Панатинаикоса». Летом 2014 года Арис решил отдать Ларенцакиса в аренду «Колоссосу Родосу». Ларендзакис набрал 199 очков в 28 играх, что помогло команде Родоса занять седьмое место в греческой лиге. «Жёлтые» продлили аренду игрока еще на год, до июля 2015 года. 
В мае 2016 года подписал четырёхлетний контракт с испанской « Сарагосой»,  но через месяц ушел и договорился с АЕК .  С «Эносом» он выиграл Кубок Греции и Лигу чемпионов по баскетболу в 2018 году.  В 2019 году он выиграл Межконтинентальный кубок .  Ларендзакис в своем последнем сезоне в «желто-черной» форме набирал в среднем 11,1 очка, 3,1 подбора, 3 передачи и 1,4 перехвата в баскетбольной лиге. 25 июля 2019 года освобожден от АЕК. 
13 сентября 2019 года он договорился с испанским клубом «Мурсия» .  В 19 играх у него было 18 минут участия м.о. имея 8,7 балла м.о. (27% трехочковых) и 2,5 передачи.
4 июля 2020 года Олимпиакос официально объявил об договором с Ларендзакисом на следующие три года.  20 февраля 2022 года они выиграли Кубок Греции, победив в финале «Панатинаикос» со счетом 81–73.  17 июня 2022 года он выиграл чемпионат Греции после того, как «Олимпиакос» победил «Панатинаикос» в финальной серии со счетом 3: 0. 

## Сборная Греции
Ларендзакис является международным игроком национальной подростковой и молодёжной сборных Греции, сыграв 19 матчей с 282 очками ( м.о .: 14,84) в первом и 19 с 248 очками (м.о.: 13,05) во втором, с которым он выступал на Евробаскете 2012 и 2013 годов .   В составе мужской сборной его первым крупным событием стал отборочный турнир чемпионата мира 2019 года, а также финал турнира в Китае . Он присутствовал на олимпийском предолимпийском турнире Канады 2021 года, в котором национальная сборная пропустила квалификацию на Олимпийские игры в Токио после поражения в финале от Чехии со счетом 97–72. 
У него 34 игры и 256 очков (7,53 ЭРА).

## Титулы

### Коллективные

#### АЕК
- Кубок Греции : ( 2018 )
- Лига чемпионов по баскетболу : (2018)
- Межконтинентальный кубок : (2019)

#### Олимпиакос
- Чемпионат Греции : (2022)
- Кубок Греции : (2022)

### Индивидуальные
- Матч всех звезд Греции : 2019
- Матч всех звезд Греции среди молодежи : 2014 г.